# John Allan
John Allan (Bolton, 8 agosto 1884 – Edimburgo, 29 agosto 1955) è stato un numismatico e studioso di sanscrito britannico. Allan come numismatico ha pubblicato il primo studio sistematico sulle monete e dell'Impero Gupta, testo che rimane tuttora uno standard di riferimento.

## Biografia
Allan era nato a Bolton, nell'East Lothian. Il padre, John Gray Allan, era un maestro di scuola. Dopo aver studiato alle università di Edimburgo e di Lipsia, Allan ebbe un impiego al British Museum nel 1907, diventando il conservatore del dipartimento delle monete e delle medaglie nel 1931. Fu anche lettore di sanscrito alla University College London, negli anni 1907–1917, e poi alla the School of Oriental Studies, negli anni 1920–1922, e infine, dopo il suo pensionamento dal British Museum, alla Università di Edimburgo, nel periodo 1949–1955.
Allan è stato un membro attivo in diverse società scientifiche, È stato segretario della Royal Numismatic Society quasi quaranta anni, 1908–1948, e direttore della rivista della società, il Numismatic Chronicle, per quasi trenta anni, 1921–1950.
È stato vice-presidente della Society of Antiquaries of London e della Society of Antiquaries of Scotland.

## Riconoscimenti
Allan è stato premiato con l'assegnazione della medaglia della Royal Numismatic Society nel 1936,, con la medaglia della Numismatic Society of India nel 1928 e di nuovo nel 1937, della Archer M. Huntington Medal della American Numismatic Society nel 1936.
È stato eletto Fellow of the British Academy in 1941, e accolto come Compagno Cavaliere dell'Ordine del Bagno (C.B.) nel 1948 New Year Honours, ed ha ricevuto il titolo onorario di Legum Doctor dalla Università di Edimburgo nel 1949.

## Pubblicazioni
Allan scrisse numerosi libri, articoli, review e note, la maggior parte dei quali furono pubblicati su British Museum Quarterly, History of the Berwickshire Naturalists' Club, il Journal of Hellenic Studies, il Journal of the Royal Asiatic Society, il Numismatic Chronicle ed il Numismatic Supplement al Journal of the Asiatic Society of Bengal e il Museums Journal. Diede il suo contributo alla Encyclopaedia of Islam (1ª edizione), alla Encyclopaedia Britannica (14ª edizione), alla Encyclopædia of Religion and Ethics (1914), e alla Chambers's Encyclopaedia (1950). Qui di seguito una selezione delle sue pubblicazioni:

### Libri
- Catalogue of the Coins of the Gupta Dynasties and of Sasanka, King of Gauda (London, 1914)
- (ed.) Catalogue of the Coins in the Indian Museum, Calcutta, IV (Oxford, 1928)
- (con T. Wolseley Haig and H.H. Dodwell) The Cambridge Shorter History of India (Cambridge, 1934)
- Catalogue of the Coins of Ancient India (London, 1936)
- (ed., con H. Mattingly e E.S.G. Robinson) Transactions of the International Numismatic Congress, 1936 (London, 1938)

### Articoli su monete e medaglie asiatiche
- "The Coinage of Assam", in Numismatic Chronicle (1909) 300-301
- "Notes on the Coinage of Muhammad Ali"', in Numismatic Chronicle (1910) 325-326
- "Some Rare Coins of the Pathan Sultans of Delhi", in Numismatic Chronicle (1911) 698-700
- "Some Rare Mughal Coins", in Numismatic Supplement to the Journal of the Asiatic Society of Bengal (1911), 701-703
- "The Coinage of the Maldive Islands with some Notes on the Cowrie and Larin", in Numismatic Chronicle (1912) 313-321
- "A Rupee Struck by George Thomas", in Numismatic Chronicle (1912) 129-130
- "A Brief Survey of the Coinages of Asia from the earliest times (700 BC) to the present day", in J.G. Bartholomew, A Literary and Historical Atlas of Asia (1914) 99-118
- "Offa's Imitation of an Arab Dinar", in Numismatic Chronicle (1914) 77-89
- "A Note on the Name Kushan", in Journal of the Royal Asiatic Society (1914) 403-411
- "The Legend of Samudragupta's Asvamedha Coin Type", in Numismatic Supplement to the Journal of the Asiatic Society of Bengal (1914), 255-256
- "Unpublished Coins of the Caliphate", Numismatic Chronicle (1919) 194-198
- "Indian Coins acquired by the British Museum", Numismatic Chronicle (1921) 333-348
- "Appendix B", in Aurel Stein, Serindia, vol. 3 (1921) 1340-1350
- "Indian Coins acquired by the British Museum", Numismatic Chronicle (1922) 200-213
- "Indian Coins acquired by the British Museum", Numismatic Chronicle (1923) 96-110
- (ed. con F.M.G. Lorimer) "Appendix B", in Aurel Stein, Innermost Asia (1928) 988-995
- "Indian Coins: Van Den Bergh Gift", in British Museum Quarterly (1929) 36-37
- "A Portrait Mohur of Akbar", in British Museum Quarterly (1930) 56-57
- "Appendix" in G. Yazdani, Ajanta, Pt. II (London, 1933) 57-64
- "Indian Coins acquired by the British Museum", Numismatic Chronicle (1934) 229-243
- A Guide to the Department of Coins and Medals in the British Museum, "Chapter XI, Muhammadan Coins" (London, 1934) 80-82
- "Medieval Muhammadan Coins", in British Museum Quarterly (1934) 50-51
- "A New Kushan Coin", in British Museum Quarterly (1934), 155-156
- "Indian Coins acquired by the British Museum", in Numismatic Chronicle (1937) 297-305
- "Chinese Decorations", in British Museum Quarterly (1937) 32
- "The Coinage of the Sãsãnians A Types* in A. Upham Pope's A Survey of Persian Art, i (Oxford, 1938) 816-818
- "Coins of the Moghul Emperor Akbar", in British Museum Quarterly (1938) 144
- "Indian Coins", in British Museum Quarterly (1940) 98
- "Notes on the Punch-Marked, Local Taxilan and Greek Coins" in Sir John Marshall's Taxila, ii (Cambridge, 1951) 853-63

### Articoli sulle monete e sulle medaglie europee
- "Naval Medals", in British Museum Quarterly (1931) 47
- "Medals by Charles B. Birch", in British Museum Quarterly (1932) 107-108
- "The Fletcher Collection of Irish Tokens", in British Museum Quarterly (1934) 51
- "A Rare Italian Medal", in British Museum Quarterly (1934) 156
- "A new Sterling of Lorraine", in Numismatic Chronicle (1935) 208
- "Scott's Stay at Hethpoll", in History of the Berwickshire Naturalists' Club (1935) 108-110
- "English Gold Coins", in British Museum Quarterly (1935) 135
- (con H.A. Grueber), "The Southsea Find of Fourth-century Silver Coins", in Numismatic Chronicle (1936) 292-303
- "The Barnett Collection of Pre-Conquest Coins", in British Museum Quarterly (1936) 124-127
- "Greek Coins", in British Museum Quarterly (1936) 127-128
- "The Brooke Memorial Gift", in British Museum Quarterly (1936) 128-129
- "Rare English Medals", in British Museum Quarterly (1936) 129
- "A Collection of Northumbrian Stycas in the possession of Sir Carnaby Haggerston", in History of the Berwickshire Naturalists' Club 289-91
- "Rare English Medals", in British Museum Quarterly (1937) 31-32
- "Greek and Roman Coins", in British Museum Quarterly (1937) 55
- "Italian Renaissance Medals", in British Museum Quarterly (1937) 124-125
- "Greek Coins", in British Museum Quarterly (1938) 4-5
- "Some Coins and Medals", in British Museum Quarterly (1938) 75-76
- "Roman Coins from Poole Harbour", in Numismatic Chronicle (1938) 300
- "Coinage in the Islamic Period" in A. Upham Pope's Survey of Persian Art, iii (Oxford, 1939) 2673-2677
- "Greek Coins", British Museum Quarterly (1939) 14-16
- "Roman Coins from Swine (East Yorks)", in Numismatic Chronicle (1940) 266
- "Greek Coins", in British Museum Quarterly (1940) 33-34
- "Some New Greek Coins", in British Museum Quarterly (1940) 95-97
- "Medals of War and Peace", in British Museum Quarterly 91940) 99
- "Recent Finds (Roman and English)", in Numismatic Chronicle (1943) 107-108
- "The 'To Hanover' Counter, in Numismatic Chronicle (1843) 108-110
- "A Find of Sovereigns from Derbyshire"', in Numismatic Chronicle (1945) 116
- "A Civil War Hoard from Whitchurch", in Numismatic Chronicle (1945) 124
- "The Mablethorpe (Lincs.) Find", in Numismatic Chronicle (1945) 165-166
- "Roman Coins from North Thoresby, Lincs.", in Numismatic Chronicle (1945) 166
- "A Find of Sceattas at Southampton", in Numismatic Chronicle (1946) 73
- "A Civil War Hoard from Canterbury", in Numismatic Chronicle (1946) 15
- "The Mint of Ayr", in Numismatic Chronicle (1947) 62-65
- "Ancient British Coins from Lincolnshire", in Numismatic Chronicle (1947) 65-68
- "Ilkeston Treasure Trove", in Numismatic Chronicle (1947) 185
- "Coins in Swedish Museums", in Museums Journal (1947) 194-196
- "The Snettisham Find", in Numismatic Chronicle (1948) 233-235
- "The Cam Brea Hoard of 1749", in Numismatic Chronicle (1948) 235-236
- "A Find of Saxon and Carolingian Coins", in Numismatic Chronicle (1948) 236
- "The Longton Find", in Numismatic Chronicle (1948) 236
- "Note on Elibank Castle", in History of the Berwickshire Naturalists' Club (1953) 44-46

### Altre pubblicazioni
- "Bibliografia di Warwick Wroth", in Numismatic Chronicle (1912) 109-110
- (con L.A. Lawrence), 'Obituary and Bibliography of George Cyril Brooke', in Numismatic Chronicle (1934) 303-308